# Карр, Джордж Шубридж
Джордж Шубридж Карр (англ. George Shoobridge Carr; 14 мая 1837, Тинмут, Девон — 29 августа 1914) — английский математик. Известен влиянием, которое оказал его учебник на юного Сринивасу Рамануджана.

## Биография
В юности учился в школе короля Эдуарда (King Edward’s Grammar School) в Бирмингеме и в школе Университетского колледжа Лондона (University College School), позднее на практике изучал горное дело. Из-за болезни сетчатки несколько лет не мог читать и писать.
В конце 1870-х годов поступил в Кембриджский университет, в 1883 году получил степень магистра. Работал частным репетитором по математике, готовя студентов к кембрижскому выпускному экзамену. В 1880 и 1886 годах выпустил двухтомный учебник A Synopsis of Elementary Results in Pure Mathematics («Сборник элементарных результатов чистой математики»), включавший более 6000 формул и теорем, в основном, без доказательств. В 1903 году учебник Карра попал к индийскому математику-самоучке Рамануджану Сринивасе, оказавшись единственным трудом по высшей математике, к которому тот имел доступ, и оказал большое влияние на развитие Рамануджана как учёного.
Также известен как шахматист, соучредитель Бирмингемского шахматного клуба. В 1858 году был одним из противников Пола Морфи в рамках сеанса одновременной игры вслепую, проходившего в Бирмингеме (проиграл).